# ويتبي
ويتبي هي مدينة ساحلية وميناء وأبرشية مدنية في منطقة سكاربورو في شمال يوركشاير بإنجلترا. تقع ويتبي على الساحل الشرقي لمدينة يوركشاير عند مصب نهر إسك، وتتمتع بإرث بحري ومعدني وسياحي. تعد إيست كليف موطنًا لأطلال ويتبي أبي حيث عاش كيدمون أقدم شاعر إنجليزي معروف. ظهر ميناء الصيد خلال العصور الوسطى، حيث كان يدعم أساطيل أسماك الرنجة وصيد الحيتان المهمة وكان المكان الذي تعلم فيه الكابتن كوك فن الإبحار. بدأت السياحة في ويتبي خلال الفترة الجورجية وتطورت مع وصول خط السكة الحديد في عام 1839. وقد تعزز جاذبيتها كوجهة سياحية بقربها من الأرض المرتفعة لحديقة نورث يورك مورز الوطنية والساحل التراثي وبالاشتراك مع رواية رعب دراكولا. تم استخراج النفاثات والشبة محليًا وأصبحت طائرة ويتبي التي استخرجها الرومان والفيكتوريون من المألوف خلال القرن التاسع عشر.
كان أول سجل لمستوطنة دائمة في عام 656 عندما كان Streanæshealh هو المكان الذي أسس فيه أوسوي الملك المسيحي لنورثومبريا أول دير تحت قيادة السيدة هيلدا. أقيم سينودس ويتبي هناك عام 664. في عام 867 دَمَّرَ غزاة الفايكنج الدير . تأسس دير آخر في عام 1078. وفي هذه الفترة اكتسبت المدينة اسمها الحالي ويتبي (من «مستوطنة البيض» في الإسكندنافية القديمة). في القرون التالية عملت ويتبي كمستوطنة لصيد الأسماك حتى القرن الثامن عشر تطورت كميناء ومركز لبناء السفن وصيد الحيتان، وتجارة الشب المستخرج محليًا، وتصنيع مجوهرات ويتبي جيت.
يعد خراب الدير في الجزء العلوي من East Cliff أقدم وأبرز معلم في المدينة. تشمل الميزات المهمة الأخرى الجسر المتأرجح، الذي يعبر نهر إسك والميناء، وهو محمي بأرصفة من الدرجة الثانية الشرقية والغربية. يتم إحياء ذكرى التراث البحري للمدينة من خلال تماثيل الكابتن كوك وويليام سكورسبي، بالإضافة إلى قوس عظم الحوت الذي يقع على قمة ويست كليف. تتمتع المدينة أيضًا بتقاليد أدبية قوية وقد ظهرت في الأعمال الأدبية والتلفزيون والسينما، وأشهرها في رواية دراكولا برام ستوكر.
بينما يساهم التراث الثقافي والتاريخي لـ ويتبي في الاقتصاد المحلي، فإن المدينة تعاني من القيود الاقتصادية لموقعها البعيد، والتغيرات المستمرة في صناعة صيد الأسماك، والبنية التحتية للنقل المتخلفة نسبيًا، والقيود المفروضة على الأراضي والممتلكات المتاحة. نتيجة لذلك، تظل السياحة وبعض أشكال صيد الأسماك الدعامة الأساسية لاقتصادها. إنه أقرب ميناء لتطوير مزرعة رياح مقترحة في بحر الشمال، على بعد 47 ميلاً (76 كم) من يورك و 22 ميلاً (35 كم) من ميدلسبره. هناك روابط نقل إلى بقية شمال يوركشاير وشمال شرق إنجلترا، بشكل أساسي من خلال روابط السكك الحديدية الوطنية إلى ميدلسبره وروابط الطرق إلى تيسايد، عبر كل من الطريقين A171 و A174 ، وسكاربورو بالأول. في عام 2011، كان عدد سكان البلدة 13213.

## التاريخ
كان يُطلق على ويتبي اسم (Streanæshalc)، و (Streneshalc)، و (Streoneshalch)، و (Streoneshalh)، و (Streunes-Alae) في Lindissi في سجلات القرنين السابع والثامن. Prestebi الذي يعني «سكن الكهنة» باللغة الإسكندنافية القديمة هو اسم من القرن الحادي عشر. تم تسجيل اسمها على أنها Hwitebi و Witebi، والتي تعني «مستوطنة البيض» باللغة الإسكندنافية القديمة في القرن الثاني عشر، وWhitebi في القرن الثالث عشر، و Qwiteby في القرن الرابع عشر.

### دير
تنعكس أطلال ويتبي آبي الخلابة في بركة الدير تأسس دير في Streanæshealh في عام 657 بعد الميلاد من قبل الملك أوسوي أو أوسوي من نورثمبريا، كعمل من أعمال الشكر، بعد هزيمة بيندا ملك مرسيا الوثني. في تأسيسه، كان الدير عبارة عن «دير مزدوج» أنجلو سكسوني للرجال والنساء. تم تبجيل أول رئيسة لها الأميرة الملكية هيلد، كقديسة. أصبح الدير مركزًا للتعلم، وهنا تحول الراعي كيدمون «بأعجوبة» إلى شاعر ملهم يُعد شعره مثالًا على الأدب الأنجلو ساكسوني. أصبح الدير دير الراهبات الملكي الرائد في مملكة ديرة ودفن العائلة المالكة. أنشأ سينودس ويتبي في عام 664 التاريخ الروماني لعيد الفصح في نورثمبريا على حساب سلتيك.
دُمِّرَ الدير بين عامي 867 و870 في سلسلة من الغارات من قبل الفايكنج من الدنمارك بقيادة قادتهم إنجوار وأوبا. ظل موقعها مقفرًا لأكثر من 200 عام حتى بعد الفتح النورماندي عام 1066. بعد الفتح مُنحت المنطقة لوليام دي بيرسي الذي تبرع في عام 1078 بأرض لتأسيس دير بندكتيني مخصص للقديسين بطرس وسانت هيلدا. تضمنت هدية ويليام دي بيرسي أرضًا للدير ومدينة وميناء ويتبي وكنيسة سانت ماري والكنائس التابعة في فيلينجداليس وهاوسكر، وسنيتون، وأوغليبارنبي، ودنسلي وايسلبي، وخمسة مطاحن بما في ذلك روسوارب، وهاكنيس مع طاحنتين وكنيستين. في حوالي عام 1128، منحت هنري سطو الدير في ويتبي وأذنت بإقامة معرض في عيد سانت هيلدا في 25 أغسطس. أقيم معرض ثان بالقرب من عيد الشتاء في سانت هيلدا في مارتينماس. تم منح حقوق السوق للدير ونزل مع الحرية. استسلم ويتبي آبي في ديسمبر 1539 عندما حل هنري الثامن الأديرة.

### المدينة
تمثال الكابتن كوك أمام فندق رويال بناه جورج هدسون في عام 1540 كان في المدينة ما بين 20 و 30 منزلاً ويبلغ عدد سكانها حوالي 200 نسمة. حاول البرغرات الذين لم يكن لديهم استقلال كبير تحت الدير الحصول على حكم ذاتي بعد حل الأديرة. أمر الملك بصياغة خطابات براءات الاختراع تلبيةً لطلباتهم لكن لم يتم تنفيذها. في عام 1550، تم منح ليبرتي أوف ويتبي ستراند باستثناء هاكنيس إلى إيرل وارويك الذي نقلها في عام 1551 إلى السير جون يورك وزوجته آن التي باعت عقد الإيجار إلى شولميلس. في عهد إليزابيث الأولى كانت ويتبي ميناء صيد صغير. في عام 1635 كان أصحاب الحرية يحكمون الميناء والمدينة حيث كان لـ 24 برجرًا امتياز شراء وبيع البضائع التي يتم جلبها عن طريق البحر. استمرت فترة ولاية بورغاج حتى عام 1837، عندما تم بموجب قانون صادر عن البرلمان أن يُعهد بحكومة المدينة إلى مجلس مفوضي التحسين ينتخبهم دافعو الضرائب.
بلدة ويتبي من آبي تيراس، تم رسمها في 3 أكتوبر 1861 في نهاية القرن السادس عشر زار توماس شالونر أعمال الشب في الولايات البابوية حيث لاحظ أن الصخور التي تتم معالجتها كانت مشابهة لتلك الموجودة في أرضه في غيسبورو. في ذلك الوقت كان الشب مهمًا للاستخدامات الطبية وفي معالجة الجلود ولتثبيت الملابس المصبوغة وكانت الولايات البابوية وإسبانيا تحتكران إنتاجها وبيعها. جلب شالونر سرا عمالا لتطوير الصناعة في يوركشاير وتم إنتاج الشبة بالقرب من ساندسيند نيس على بعد 3 أميال (5 كم) من ويتبي في عهد جيمس الأول. بمجرد إنشاء الصناعة تم حظر الواردات وعلى الرغم من أن طرق إنتاجها كانت شاقة أصبحت إنجلترا مكتفية ذاتيًا. نمت ويتبي بشكل كبير كميناء نتيجة لتجارة الشب واستيراد الفحم من حقل دورهام للفحم لمعالجته.
نمت ويتبي من حيث الحجم والثروة ووسعت أنشطتها لتشمل بناء السفن باستخدام خشب البلوط المحلي. في 1790-1891 بنى ويتبي 11754 طنًا من الشحن مما جعله ثالث أكبر شركة لبناء السفن في إنجلترا بعد لندن ونيوكاسل. جمعت الضرائب على الواردات التي تدخل الميناء الأموال لتحسين وتوسيع أرصفة المدينة المزدوجة وتحسين الميناء والسماح بمزيد من الزيادات في التجارة. في عام 1753 أبحرت أول سفينة لصيد الحيتان إلى جرينلاند وبحلول عام 1795 أصبحت ويتبي ميناء رئيسيًا لصيد الحيتان. كان العام الأكثر نجاحًا هو عام 1814 عندما اصطادت ثماني سفن 172 حوتًا وأنتج صيد الحيتان 230 طنًا من النفط. أسفرت الجثث عن 42 طناً من عظام الحوت المستخدمة في «الإقامات» والتي كانت تستخدم في تجارة الكورسيري حتى جعلتها التغييرات في الموضة زائدة عن الحاجة. تم غلي الدهن لإنتاج الزيت لاستخدامه في المصابيح في أربعة بيوت زيتية على جانب الميناء. تم استخدام الزيت لت إضاءة الشوارع حتى انتشار إضاءة الغاز إلى خفض الطلب وتحولت شركة ويتبي ويل للنفط والغاز إلى شركة ويتبي للفحم والغاز. مع انخفاض سوق منتجات الحيتان أصبح المصيد أصغر من أن يكون اقتصاديًا. وبحلول عام 1831 بقيت سفينة واحدة لصيد الحيتان وهي فينيكس.
استفاد ويتبي من التجارة بين حقل الفحم في نيوكاسل ولندن سواء من خلال بناء السفن أو توفير وسائل النقل. تعلم المستكشف جيمس كوك في شبابه تجارته في مناجم الفحم وشحن الفحم من الميناء. تم بناء إتش إم إس انديفور، السفينة التي يقودها كوك في رحلته إلى أستراليا ونيوزيلندا في ويتبي في عام 1764 بواسطة توماس فيشبورن كشركة فحم تحمل اسم إيرل أوف بيمبروك. تم شراؤها من قبل البحرية الملكية عام 1768 وأعيد تجهيزها وتسميتها.
أصبحت مجوهرات ويتبي جيت الحداد شائعة في أواخر العصر الفيكتوري في إنجلترا تطورت ويتبي كمدينة منتجع صحي في العصر الجورجي عندما كانت هناك ثلاثة ينابيع شليبيت مطلوبة لصفاتها الطبية والمنشطة. انجذب الزوار إلى المدينة مما أدى إلى بناء «مساكن» وفنادق خاصة في ويست كليف. بعد ذلك، في عام 1839، تم بناء سكة حديد ويتبي وبيكرينغ التي تربط ويتبي ببيكرينغ وفي النهاية يورك. لعبت دورًا في تطوير المدينة كوجهة سياحية. كان جورج هدسون الذي روج للرابط مع يورك مسؤولاً عن تطوير الهلال الملكي الذي اكتمل جزئياً. لمدة 12 عامًا من عام 1847، كان روبرت ستيفنسون، نجل جورج ستيفنسون مهندس سكة حديد ويتبي وبيكرينغ النائب المحافظ عن المدينة الذي روج له هدسون باعتباره زميلًا في الدفاع عن الحماية.
النفاثة المعدنية السوداء، البقايا المضغوطة لأسلاف شجرة أحجية القرد، توجد في المنحدرات وعلى المستنقعات وقد استخدمت منذ العصر البرونزي لصنع الخرز. ومن المعروف أن الرومان قاموا باستخراج الألغام في المنطقة. في العصر الفيكتوري، تم إحضار الطائرات النفاثة إلى ويتبي عن طريق حزمة المهر لتحويلها إلى عناصر زينة. كانت في ذروة شعبيتها في منتصف القرن التاسع عشر عندما فضلت الملكة فيكتوريا كمجوهرات حداد بعد وفاة الأمير ألبرت.
أدى ظهور السفن الحديدية في أواخر القرن التاسع عشر وتطوير مرافق الموانئ على نهر تيز إلى تراجع موانئ يوركشاير الأصغر. تم إطلاق ملاذ الرهبان في عام 1871 وكان آخر سفينة خشبية تم بناؤها في ويتبي وبعد ذلك بعام أصبح المرفأ غارياً.
قصف ويتبي، 16 ديسمبر 1914، بواسطة ويليام سكوت هودجسون في 30 أكتوبر 1914 غرقت سفينة المستشفى روهيلا، واصطدمت بالصخور على مرمى البصر من الشاطئ قبالة ويتبي في خليج سالتويك. ومن بين 229 شخصًا كانوا على متنها، فقد 85 شخصًا حياتهم في الكارثة. تم دفن معظمهم في باحة الكنيسة في ويتبي.
في غارة على سكاربورو وهارتلبول وويتبي في ديسمبر 1914 قصفت المدينة من قبل طرادات القتال الألمان فون دير تان وديرفلينجر. في الهجوم الأخير على ساحل يوركشاير، وجهت السفن بنادقها إلى نقطة الإشارة في نهاية الرأس. وأصيب ويتبي أبي بضرر كبير في الهجوم الذي استمر عشر دقائق. نجا السرب الألماني المسؤول عن الضربة على الرغم من محاولات البحرية الملكية.
خلال أوائل القرن العشرين أبقى أسطول الصيد الميناء مشغولاً ولم يستخدم الميناء سوى عدد قليل من قوارب الشحن. تم تنشيطه نتيجة لإضراب أحواض Hull في عام 1955، عندما تم تحويل ست سفن وتفريغ حمولتها على رصيف الأسماك. افتتح إنديفور وارف، بالقرب من محطة السكة الحديد، في عام 1964 من قبل المجلس المحلي. وكان عدد السفن التي تستخدم الميناء في عام 1972 هو 291 سفينة بعد أن كان 64 في عام 1964. ويتم استيراد الأخشاب والورق والكيماويات، في حين تشمل الصادرات الصلب وطوب الأفران والأبواب. الميناء مملوك ومدار من قبل مجلس سكاربورو بورو منذ أن تخلى مفوضو الميناء عن المسؤولية في عام 1905.
بدأ إنشاء المرسى في عام 1979 عن طريق تجريف المرفأ العلوي ووضع العوامات. الصناعات الخفيفة ومواقف السيارات تحتل الأرض المجاورة. تم الانتهاء من المزيد من الطوافات في عامي 1991 و 1995. تم افتتاح مركز مرافق مرسى ويتبي في يونيو 2010.

## الدين
الكنيسة ماري في الأجنحة الثلاثة التي تشكل مقاطعة ويتبي في شمال يوركشاير من بين عدد السكان البالغ 13.596، هناك 10286 ذكروا أن دينهم كان مسيحيًا في تعداد المملكة المتحدة لعام 2001. كان هناك 19 مسلمًا و 17 بوذيًا و 12 يهوديًا و 3 سيخًا و 499 شخصًا ليس لديهم انتماءات دينية
كنيسة سانت ماري هي مؤسسة قديمة، افتتحت كنيسة القديس نينيان في باكسترغيت عام 1778 وتم تكريس سانت جون، أيضًا في باكسترغيت، في عام 1850. تم افتتاح كنيسة سانت ميخائيل في عام 1856 وتم بناء سانت هيلدا في ويست كليف في عام 1885. الكنيسة الرومانية الكاثوليكية مكرسة لسانت هيلدا بنيت في عام 1867 على باكسترغيت. توجد أماكن عبادة لغير الملتزمين بما في ذلك الكنيسة الإصلاحية المتحدة؛ اثنين من الكنائس الميثودية لم تعد تستخدم. تحتفظ البعثة إلى البحارة بخدمة مسيحية ولديها كنيسة صغيرة وغرفة قراءة ومرافق ترفيهية.
أسقف ويتبي هو أسقف سفراغان في أبرشية كنيسة إنجلترا في يورك. تقع المدينة ضمن النيابة المركزية لأبرشية الروم الكاثوليك في ميدلسبره.

## الخدمات العامة

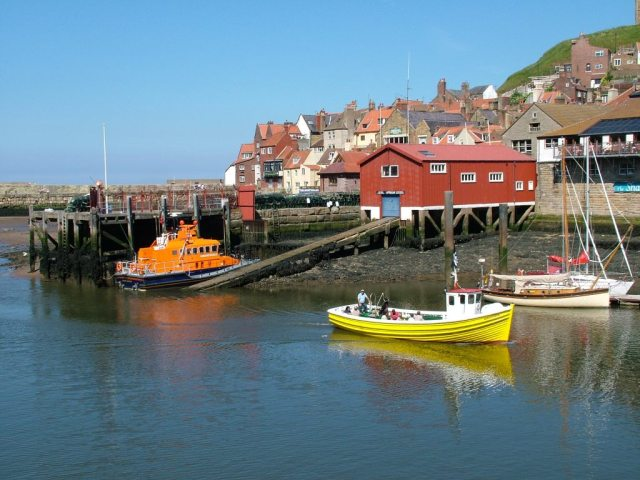
محطة ويتبي لايف بوت قبل أن يتم استبدالها في عام 2007.

هناك مجموعة واسعة من خدمات الرعاية الصحية تُقدَّم من قبل مستشفى ويتبي المجتمعي، الذي كان يديره سابقًا صندوق سكاربورو وصندوق شمال شرق يوركشاير للرعاية الصحية NHS والآن يُدار من قبل صندوق مؤسسة هامبر NHS. في فبراير 2018، تم الاتفاق على إعادة تطوير موقع المستشفى بتكلفة 12 مليون جنيه إسترليني ليصبح "مركزًا للصحة والرفاهية'' فيه مركز رعاية عاجلة و19 سريرًا للمرضى الداخليين.
هناك خمسة أطباء عامون وخمسة أطباء أسنان في المنطقة. كما وتوفر خدمة إسعاف يوركشاير النقل إلى المستشفى في جميع أنحاء يوركشاير.
محطة إطفاء ويتبي، التي تديرها خدمة النار والإنقاذ شمال يوركشاير، مزودة بطاقم مُتاح من الساعة 8 صباحًا حتى 6 مساءً. توفر هيئة شرطة شمال يوركشاير مركزي شرطة في المدينة. وهناك محطة قارب النجاة التي بُنيت في عام 2007، على الضفة الشرقية، تُشغَّل من قبل المؤسسة الملكية الوطنية لقارب النجاة. أفراد الطاقم من المتطوعين بدون أجر والمحطة فيها زورقا نجاة، قارب نجاة من الدرجة دي على الشاطئ تم التبرع به للمحطة في عام 2017، وزورق نجاة من فئة ترينت يصلُح في جميع الأحوال الجوية.
توفر خدمات إدارة النفايات في مجلس مقاطعة شمال يوركشاير مركزًا لإعادة تدوير النفايات المنزلية في منطقة ويتبي الصناعية. وتُعالج إمدادات المياه، التي تأتي في الغالب من نهر إسك، في أعمال معالجة المياه في روسوارب وتوزع من هناك بواسطة يوركشاير ووتر الذي يتعامل أيضًا مع الصرف الصحي في المدينة. وأمَّا شركة نورثرين باورغريد فهي مسؤولة عن توصيل الكهرباء وتزويد شبكات الغاز الشمالية بالغاز عبر الأنابيب.

## التعليم
يوجد في ويتبي نظام مدرسي من ثلاثة مستويات، ابتدائي ومتوسط من عمر 11 سنة إلى 14 سنة، وكلية كيدمون من عمر 11 سنة إلى 19 التي تم تشكيلها في عام 2014 من اندماج مدرسة كيدمون (11-14) وكلية مجتمع ويتبي (14–19). وتواصل مدرسة إسكدال العمل كمدرسة متوسطة، ولكنها تقدم حاليًا استشارات حول رفع فئتها العمرية إلى 16 سنة. في فبراير 2018، اتفقت كلية كيدمون ومدرسة إسكدال على الاتحاد والتخطيط لتوفير عملية مشتركة من المستوى السادس في المدينة.
المدارس الابتدائية هي مدرسة سانت هيلدا الرومانية الكاثوليكية الابتدائية، ومدرسة مجتمع ستيكسبي الابتدائية، ومدرسة ويست كليف الابتدائية، ومدرسة مجتمع إيري هيل الابتدائية، ومدرسة مجتمع شرق ويتبي الابتدائية. كما ويقدم مجلس مقاطعة شمال يوركشاير خدمات تعليمية. وتقدم مدرسة ويتبي ومدرسة تدريب صناعة الصيد في المنطقة تدريبًا يقدم للوافدين الجدد حول حرفة صيد الأسماك.

## الثقافة والميديا والرياضة
ترك فرانك ميدو ساتكليف سجلاً فوتوغرافيًا للمدينة والميناء وصيد الأسماك والسكان في أواخر العصر الفيكتوري. التُقِطت أشهر صوره بعنوان «جرذان الماء» في عام 1886. وقد اشتهر على المستوى الدولي بصفته أحد رواد التصوير الفوتوغرافي. عرض أعماله في طوكيو وفيينا وفرنسا والولايات المتحدة وبريطانيا العظمى وفاز بأكثر من 60 ميدالية ذهبية وفضية وبرونزية. تقاعد عام 1922 وأصبح أمين متحف ويتبي. عينته الجمعية الملكية للتصوير الفوتوغرافي عضوًا فخريًا في عام 1935. يوجد معرض لأعماله في فلاورجيت.
في عام 1931، تم بناء متحف ويتبي خلف المعرض من قبل جمعية ويتبي الأدبية والفلسفية. يحتوي على مجموعة من التاريخ الأثري والاجتماعي للطائرة النفاثة ويعرض على الشاشة «يد المجد». كان هناك قارب نجاة في ويتبي منذ عام 1802 ومرفأ القوارب القديم، الذي تم بناؤه عام 1895 واستخدم حتى عام 1957، هو متحف يعرض قارب نجاة روبرت وإلين روبسون، الذي بني في عام 1919.
تأسست صحيفة ويتبي جازيت في عام 1854 من قبل رالف هورن، وهو طابعة محلية. كانت الأعداد الأولى عبارة عن سجلات للزوار وأماكن الإقامة بدلاً من صحيفة.

## المناخ
| البيانات المناخية لـWhitby, elevation: 41 م أو 135 قدم (1981-2010) | البيانات المناخية لـWhitby, elevation: 41 م أو 135 قدم (1981-2010) | البيانات المناخية لـWhitby, elevation: 41 م أو 135 قدم (1981-2010) | البيانات المناخية لـWhitby, elevation: 41 م أو 135 قدم (1981-2010) | البيانات المناخية لـWhitby, elevation: 41 م أو 135 قدم (1981-2010) | البيانات المناخية لـWhitby, elevation: 41 م أو 135 قدم (1981-2010) | البيانات المناخية لـWhitby, elevation: 41 م أو 135 قدم (1981-2010) | البيانات المناخية لـWhitby, elevation: 41 م أو 135 قدم (1981-2010) | البيانات المناخية لـWhitby, elevation: 41 م أو 135 قدم (1981-2010) | البيانات المناخية لـWhitby, elevation: 41 م أو 135 قدم (1981-2010) | البيانات المناخية لـWhitby, elevation: 41 م أو 135 قدم (1981-2010) | البيانات المناخية لـWhitby, elevation: 41 م أو 135 قدم (1981-2010) | البيانات المناخية لـWhitby, elevation: 41 م أو 135 قدم (1981-2010) | البيانات المناخية لـWhitby, elevation: 41 م أو 135 قدم (1981-2010) |
| الشهر                                                              | يناير                                                              | فبراير                                                             | مارس                                                               | أبريل                                                              | مايو                                                               | يونيو                                                              | يوليو                                                              | أغسطس                                                              | سبتمبر                                                             | أكتوبر                                                             | نوفمبر                                                             | ديسمبر                                                             | المعدل السنوي                                                      |
| ------------------------------------------------------------------ | ------------------------------------------------------------------ | ------------------------------------------------------------------ | ------------------------------------------------------------------ | ------------------------------------------------------------------ | ------------------------------------------------------------------ | ------------------------------------------------------------------ | ------------------------------------------------------------------ | ------------------------------------------------------------------ | ------------------------------------------------------------------ | ------------------------------------------------------------------ | ------------------------------------------------------------------ | ------------------------------------------------------------------ | ------------------------------------------------------------------ |
| متوسط درجة الحرارة الكبرى °م (°ف)                                  | 7.1 (44.8)                                                         | 7.3 (45.1)                                                         | 9.2 (48.6)                                                         | 11.1 (52.0)                                                        | 13.7 (56.7)                                                        | 16.8 (62.2)                                                        | 19.2 (66.6)                                                        | 19.1 (66.4)                                                        | 16.9 (62.4)                                                        | 13.5 (56.3)                                                        | 9.8 (49.6)                                                         | 7.4 (45.3)                                                         | 12.6 (54.7)                                                        |
| المتوسط اليومي °م (°ف)                                             | 4.5 (40.1)                                                         | 4.6 (40.3)                                                         | 6.1 (43.0)                                                         | 7.7 (45.9)                                                         | 10.3 (50.5)                                                        | 13.3 (55.9)                                                        | 15.6 (60.1)                                                        | 15.6 (60.1)                                                        | 13.5 (56.3)                                                        | 10.5 (50.9)                                                        | 7.2 (45.0)                                                         | 4.8 (40.6)                                                         | 9.5 (49.1)                                                         |
| متوسط درجة الحرارة الصغرى °م (°ف)                                  | 1.9 (35.4)                                                         | 1.9 (35.4)                                                         | 3.0 (37.4)                                                         | 4.4 (39.9)                                                         | 6.9 (44.4)                                                         | 9.8 (49.6)                                                         | 12.1 (53.8)                                                        | 12.1 (53.8)                                                        | 10.1 (50.2)                                                        | 7.6 (45.7)                                                         | 4.6 (40.3)                                                         | 2.2 (36.0)                                                         | 6.4 (43.5)                                                         |
| الهطول مم (إنش)                                                    | 52.5 (2.07)                                                        | 41.4 (1.63)                                                        | 42.1 (1.66)                                                        | 44.6 (1.76)                                                        | 37.1 (1.46)                                                        | 52.9 (2.08)                                                        | 49.1 (1.93)                                                        | 55.7 (2.19)                                                        | 50.5 (1.99)                                                        | 56.2 (2.21)                                                        | 64.1 (2.52)                                                        | 66.3 (2.61)                                                        | 612.2 (24.10)                                                      |
| ساعات سطوع الشمس الشهرية                                           | 58.5                                                               | 83.9                                                               | 121.8                                                              | 154.3                                                              | 204.2                                                              | 188.6                                                              | 198.2                                                              | 182.5                                                              | 145.6                                                              | 109.9                                                              | 69.3                                                               | 50.8                                                               | 1٬567٫5                                                            |
| المصدر: Calculated From مكتب الأرصاد الجوية Raw Monthly Data       |                                                                    |                                                                    |                                                                    |                                                                    |                                                                    |                                                                    |                                                                    |                                                                    |                                                                    |                                                                    |                                                                    |                                                                    |                                                                    |